# Kamiakin
Kamiakin, né en 1800 et mort en 1877, est un chef des peuples Yakama, Palouse et Klickitat vivant à l'est de la chaîne des Cascades dans ce qui est aujourd'hui le sud-est de l'État de Washington. En 1855, il s'inquiète des menaces posées par le gouverneur territorial, Isaac Stevens, contre les tribus du plateau du Columbia. Après avoir été contraint de signer un traité de cession de terres, Kamiakin établit des alliances avec quatorze autres tribus et chefs amérindiens, et conduit la guerre Yakima de 1855-1858. 
Finalement vaincu, Kamiakin s'enfuit en Colombie-Britannique et dans le Montana. Il revient sur sa terre natale en 1860. Il se rend sur les anciennes terres de son père à Rock Lake dans le comté de Whitman en 1864, où il vécut jusqu'à sa mort.